# Бунакен (національний парк)
Національний парк Бунакен (Taman Nasional Bunaken) — морський парк на північ від острова Сулавесі, Індонезія. Парк розташований майже в центрі "Коралового трикутника" і надає притулок 390 видам коралів, а також багатьом видам риб, молюсків, рептилій та морських ссавців. Парк є представником індонезійських екосистем тропічних вод, які складаються з рівнин морської трави, коралових рифів та берегових екосистем.
Заснований 1991 року, він став першим морським національним парком Індонезії. Парк охоплює територію 890,65 км², 97 % з якої є морем. Решта складається з суші — островів Бунакен, Манадо Туа, Мантехаге, Тайн та Сіладен, а також частину узбережжя Танджун Келапа (на півдні парку).

## Геологія
Північне Сулавесі вважається 'молодою' формацією, віком 5-24 млн.років. У регіоні спостерігався масштабний вулканізм 1,5-5 млн років тому, внаслідок якого місцева топографія характеризується вулканічним туфом. Острів Манадо Туа — це неактивний вулкан, який у формі класичного конуса здіймається на 600 м.н.м., що є найвищою точкою парку. Острів Бунакен також має вулканічне походження зі значною кількістю піднятого викопного коралу. Острів Найн також має форму купола, з найвищою точкою 139 м.н.м. Острів Мантехаге відносно плаский та ймовірно занурюється у море; на ньому розташовані великі рівнини мангрових лісів, частково розділені каналами солоної води. Острів Сіладен — невисокий острів з коралового піску без значущої топографії. Аракан-Вавонтулап і Молас-Ворі на березі Північного Сулавесі також відносно пласкі території у підніжжя вулканічних пагорбів. Відсутній континентальний шельф дозволяє прибережним акваторіям парку прямо падати у континентальний схил; глибина моря у парку коливається між 200 та 1 840 метрами.

## Флора та фауна

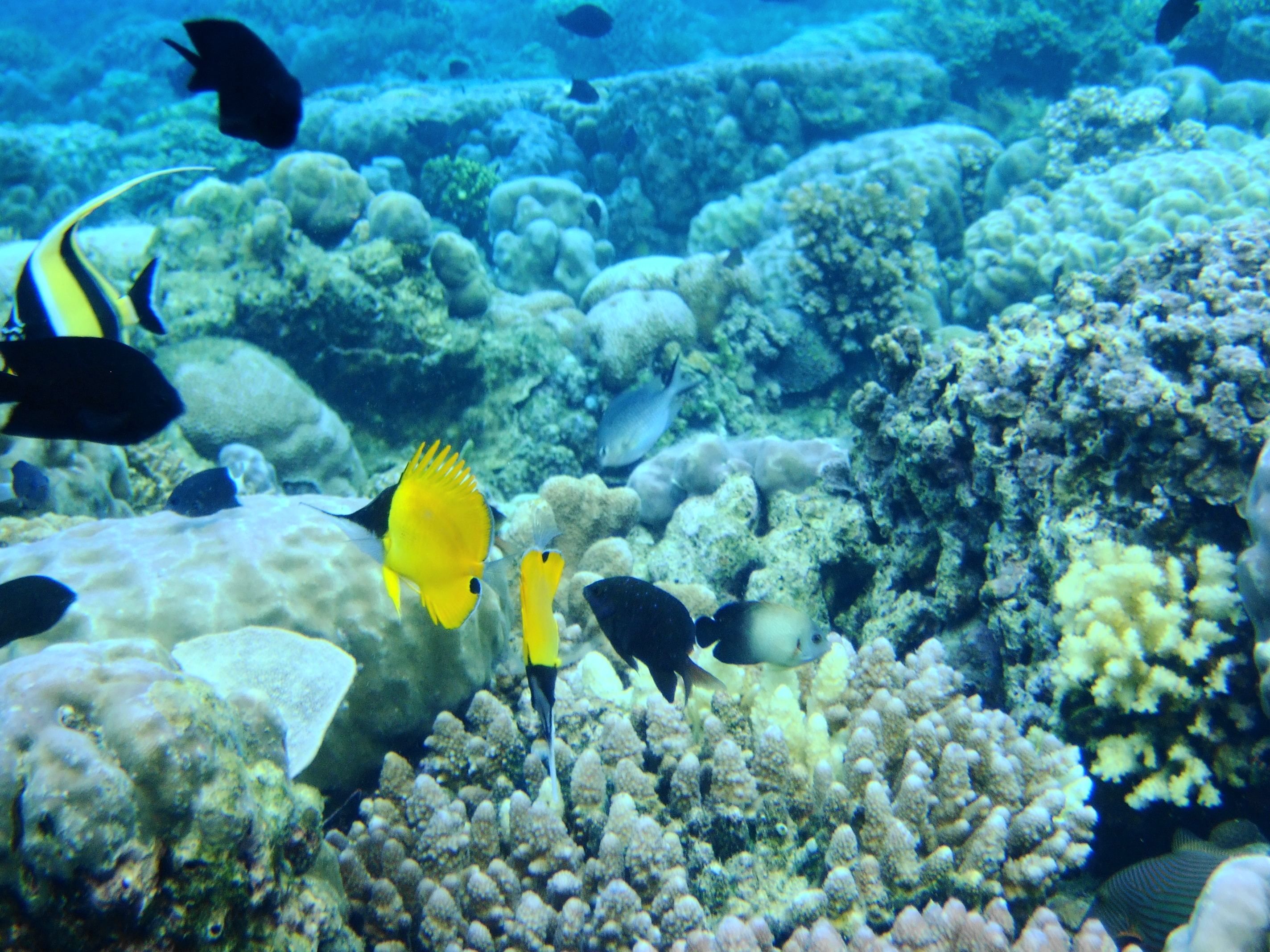
Національний морський парк Бунакен, Манадо

Майже на всій території національного парку розташована дуже багата коралова екосистема, в якій домінують корали облямівкового та бар'єрного рифів. Всього у водах парку зафіксовано 390 видів коралу. Вартою уваги рисою є вертикальний корал висотою 25-50 метрів, населений 13 родами коралу. Морські водорості, які тут можна побачити, включають види Caulerpa, Halimeda і Padina pavonica, а домінуючими морськими травами, особливо на островах Монтехаге та Найн, є Thalassia hemprichii, Enhallus acoroides і Thalassodendron ciliatum. У парку також є велика кількість видів риби, морських тварин та рептилій, птахів, молюсків та мангрів.
У водах парку живе бл. 90 видів риб, серед них риба-янгол імператорська, Seriola rivoliana, плямистий морський коник, синьополосий луціан, Pseudanthias hypselosoma і Scolopsis bilineata. Види молюсків включають тридакну велетенську, Cassis cornuta, Nautilus pompilius та асцидії.
Вважається, що у парку всемеро більше видів коралів ніж на Гаваях, та більше 70 % всіх відомих видів риб Індо-Західної частини Тихого океану.
На суші острови багаті на види пальм, саго, вока, сілар і кокосових пальм. На березі та в глибині живуть такі тварини, як Macaca nigra, Rusa timorensis, Ailurops ursinus. Мангровий ліс парку, серед інших, включає види Rhizophora and Sonneratia. Також у цих лісах зустрічається багато видів крабів, лобстерів, молюсків та водних птахів (чайки, чаплі, морські голуби та лелеки).

## Місцеві мешканці та туризм

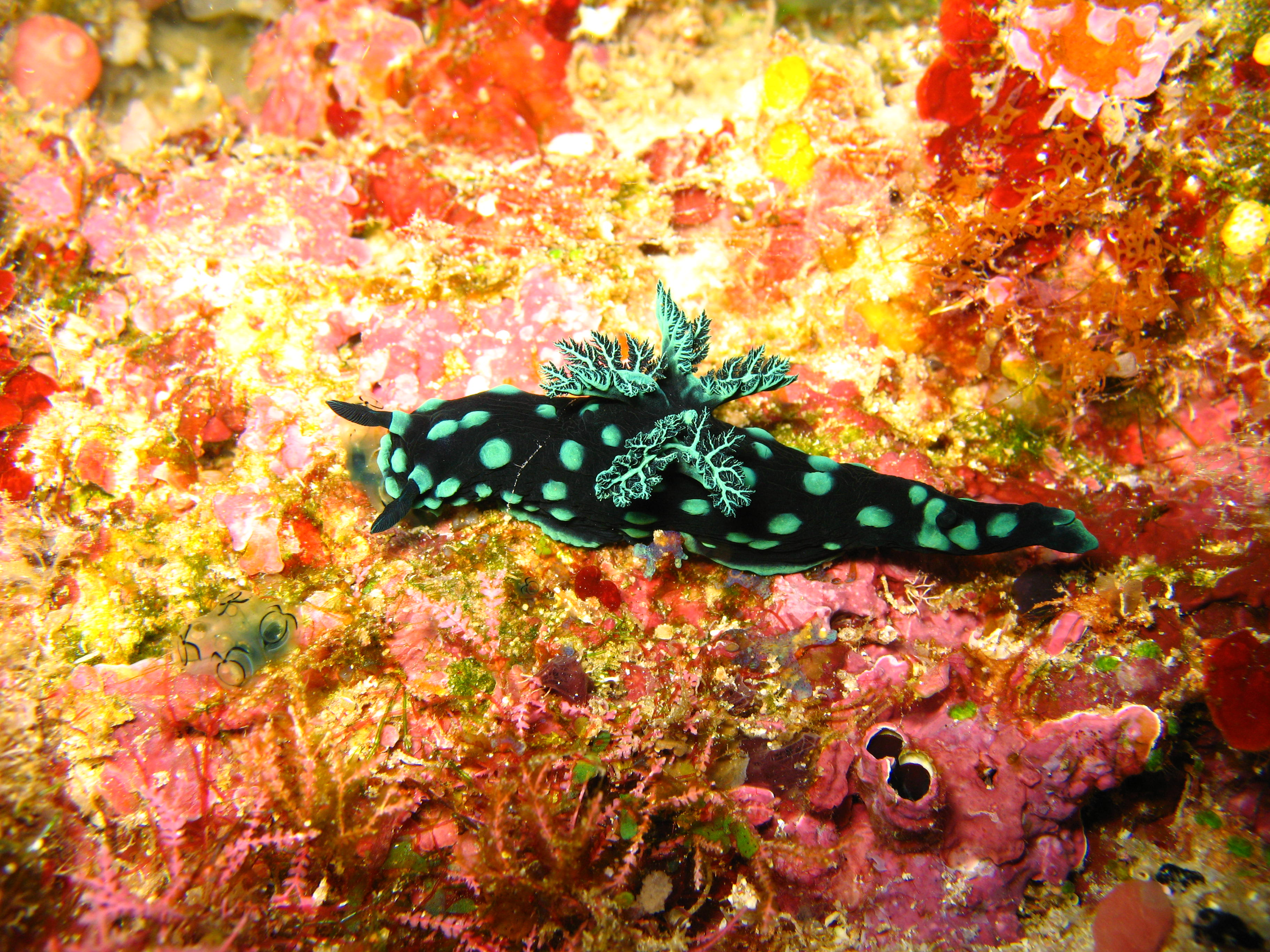
Голозябровий молюск Nembrotha cristata у водах парку Бунакен

На території парку розташовано 22 селища з загальним населенням бл. 35 тисяч осіб. Більшість мешканців займаються риболовлею або фермерством — вирощуванням кокосів, батату, бананів або морських водоростей на експорт; невелика частина зайнята у туризмі — як гіди у підводних турах, оператори човнів та працівники готельних котеджів. Туризм розвинений досить сильно, від хатин для бекпекерів до 5-ти зіркових готелів; річна кількість туристів у парку становить бл. 40 тис., з яких чверть — іноземці.

## Збереження та загрози
Національний парк Бунакен був офіційно заснований 1991 року та став одним з перших морських парків Індонезії. 2005 року Індонезія подала заявку до ЮНЕСКО на включення його до списку Світової спадщини, однак поки що його туди не включено.
Незважаючи на статус національного парку і суттєве фінансування, у ньому відбувається повільна, але постійна деградація природного середовища під дією низки загроз, серед яких незаконний видобуток коралів, шкода від якорів, вилов риби з динамітом, вилов риби для акваріумів за допомогою цианіду натрію та сміття. Всесвітній фонд дикої природи надає підтримку з консервації у парку в рамках програми «Sulu Sulawesi Marine Eco-region Action Plan», яка включає участь у патрулюванні та засудженні порушників, що сприяло значному зниженню стихійного риболовства.